# Parafia Świętej Trójcy i św. Dominika w Klimówce
Parafia pw. Świętej Trójcy i św. Dominika w Klimówce – rzymskokatolicka parafia należąca do dekanatu Sokółka, archidiecezji białostockiej, metropolii białostockiej.

## Historia parafii
W 1686 r. Jaskołdowie ufundowali klasztor dominikanów w Klimówce, przekazując na ten cel majętność Klimówkę i folwark Czarnowszyznę. Został zbudowany drewniany kościół pw. św. Trójcy. Do kościoła w 1689 r. uroczyście wprowadzono obraz Matki Boskiej, ofiarowany przez Paszkowskich z Ponarlicy. Klimówka stała się sanktuarium maryjnym. Parafię założono w 1798 r., lecz po 1807 przestała istnieć. Powołano ją ponownie w 1816 r. W 1832 r. władze carskie zlikwidowały parafię oraz klasztor. Bp Jerzy Matulewicz w 1919 r. erygował ponownie parafię po odzyskaniu przez Polskę niepodległości.
Kościół parafialny
Obecna świątynia powstała w latach 1922-1928 według projektu architekta Feliksa Michalskiego na skutek przebudowania i powiększenia kaplicy, którą wierni prawosławni adaptowali na cerkiew. W latach 80. XX w. ks. Jan Okurowski przyczynił się do przeprowadzenia remontu, podczas którego wymieniono drewniany sufit na żelbetowe sklepienia kolebkowe.
Historyczny, pierwotny wystrój kościoła w Klimówce, w tym obrazu Matki Boskiej Śnieżnej i Ukrzyżowania, przywróciły w latach 90. XX w.  prace konserwatorskie Wiktorii Tołłoczko-Tur.
Cmentarz grzebalny
Położony 150 m od kościoła, założony i poświęcony w 1919 r., pow. 1,5 ha.

## Zasięg parafii
Do parafii należą wierni z miejscowości: Klimówka, Bilminy (2 km), Czepiele (3), Nomiki (2), Palestyna (1,5), Parczowce (5), Szymaki (0,5), Tołcze (2,5), Tołoczki Małe, Tołoczki Wielkie, Zaśpicze (4).